# 假面騎士×假面騎士 Drive & 鎧武 MOVIE大戰 Full Throttle
《假面騎士×假面騎士 Drive & 鎧武 MOVIE大戰 Full Throttle》（日语：仮面ライダー×仮面ライダー ドライブ&鎧武 MOVIE大戦フルスロットル），是日本特攝節目《假面騎士鎧武》和《假面騎士Drive》聯動劇場版，日本地區於2014年12月13日上映。
本作劇場版的口號為「鎧武、最後的花道！最後的舞台！」「Drive、史上最大的事件! 怪盜・Lupin上場！」、「不會停步！水果．汽車一起炸裂！」。

## 本作特色
- 本作為《MOVIE大戰》系列的第6部作品。
- 以往系列中有著兩代假面騎士會於前部電影或劇集先作互動的規範。而本作則打破慣例，情節上假面騎士鎧武和Drive則是於此作中才首次碰頭[1]。
- 演員綾部祐二出演本作反派角色「佐魯克東条/假面騎士Lupin/Cyberoid ZZZ」的飾演者。[2]
- 本作繼《假面騎士W Forever A至Z/命運的Gaia Memory》再次出現於劇場版於劇中以「假面騎士」為自稱的反派騎士。
- 本作繼《假面騎士×假面騎士 鎧武 & Wizard 天下決勝之戰國MOVIE大合戰》後，再次出現於劇中角色短暫復活的設定。[3]
- 本作繼《假面騎士×假面騎士 鎧武 & Wizard 天下決勝之戰國MOVIE大合戰》後，再次出現於劇中角色重新獲得變身能力的設定。[4]
- 本作首次出現「本年登場假面騎士×上一年登場假面騎士」來互相交換各自的力量及道具的設定。[5]
- 《假面騎士Drive》本篇中即將現身的第二位騎士假面騎士Mach於本作中先行登場。

### 各作品關聯性
- 本作時間點位於《假面騎士Drive》本篇第10~11話之間，和《鎧武外傳 假面騎士納高爾》篇之前[6]。

## 故事概要
假面騎士鎧武「進撃的最後舞台」
地球所存在的海姆冥界森林威脅解除過後，從過去爭鬥的漩渦中獲得黃金果實而成為「起始之男」的葛葉紘汰 / 假面騎士鎧武，與「起始之女」高司舞在遙遠的新生星球中共同生活。
某天，謎之機械生命體Megahex卻突然來襲及將舞拐走，以強橫的實力令鎧武陷入劣勢並讀取其的記憶，從中得知地球的存在後利用空間轉移開始展開侵略。
本應在澤芽市如常生活的吳島光實及吳島貴虎等一眾市民，卻一同對Megahex入侵所引發的巨變而感到驚訝，甚至目睹拼死抵抗的鎧武遭受消滅的景象……
假面騎士Drive「Lupin帶來的挑戰書」
近日正在引發騷亂，綽號「Ultimate Lupin」的神秘怪盜佐魯克東条，傳聞他能夠發動「重加速」犯案而懷疑與惡路程式有所關係，因此隸屬特狀課的刑警泊進之介/ 假面騎士Drive開始對其展開追捕。
事件中發現東將意識植入至惡路程式的強化體Cyberoid ZZZ之中從而獲得超乎常人的體格，甚至擁有系統變身成為假面騎士Lupin。
非比尋常的強大令進之介處於危機之時，「腰帶先生」挺身護險擋下致命一擊而導致機能停止。
《MOVIE大戰 Full Throttle》
Megahex融合Cyberoid ZZZ的軀體後獲得進化，為了阻止地球遭到機械侵蝕一體化，Drive與鎧武連同巴隆、龍玄及斬月．真決定共同聯手消滅對方的野心。

## 登場人物

### 《假面騎士鎧武 - 進撃的最後舞台》
葛葉紘汰（かずらば・こうた）（佐野岳飾）
假面騎士鎧武的變身者。
過去在和驅紋戒斗作出的死戰之中取勝，因此獲得黃金果實的力量而成為「起始之男」。
和高司舞一同在創造了生機的新星體中定居下來，因機械生命體Megahex卻突如其來的來襲，對方從自身記憶中得知地球的存在後轉移侵略目標。
雖然竭力阻止但仍難逃戰敗的結果，甚至被奪走作為黃金果實碎片的「極」定鎖種子後灰飛湮滅，而在吳島兄弟兩人的合作下將「極」定鎖種子後重新奪回後以備份的方式重新復活與吳島兩兄弟三人一同將機械生命體Megahex擊敗。
與泊進之介/假面騎士Drive藉由高司舞「起始之女」的力量與對方交換各自的能力將ZZZ Megahex擊敗事件結束後向泊進之介道謝。
吳島光實（くれしま・みつざね）（高杉真宙飾）
假面騎士龍玄的變身者。
在處於和平的澤芽市之中與吳島貴虎如常生活，現正踏入大學生的生涯。
因Megahex向地球作出侵略而需要再次挺身戰鬥，並從Megahex所創造的戰極凌馬口中得知敵方的來歷。
吳島貴虎（くれしま・たかとら）（久保田悠来飾）
假面騎士斬月 / 假面騎士斬月・真的變身者。
澤芽市解除海姆冥界森林的危機過後，現在正致力進行復興市鎮的活動。
藉由吳島光實從敵方奪來的戰極驅動器，並從高司舞用力量創造出來的海姆冥界果實之中，獲得定鎖種子後再度變身踏上戰場。
高司舞（たかつかさ・まい）（志田友美飾）
過去因黃金果實的緣故而成為「起始之女」，葛葉紘汰獲得黃金果實的資格後，共同前往遙遠的星體創造萬物並定居生活。
被Megahex拐去，並囚禁於作為侵略兵器的建築之中，之後被吳島光實救出。
城乃内秀保（じょうのうち・ひでやす）（松田凌飾）
過去曾經持有戰極驅動器變身成假面騎士古列頓的青年，現於西式糕點店「Charmant」擔任經理。
凰蓮・皮埃爾・阿方索（おうれん・ピエール・アルフォンゾ）（吉田メタル飾）
曾是戰極驅動器持有者而可變身成假面騎士布拉弗的前法籍軍人，兼是西式糕點店「Charmant」的店長。
Zack（ザック）（松田岳飾）
曾是戰極驅動器持有者而可變身作假面騎士納高爾，舞團「巴隆隊」的領隊。
戰極凌馬（せんごく・りょうま） （青木玄德飾）
假面騎士杜古的變身者。
過去已經因被驅紋戒斗擊至重傷之下失足墜樓身亡。
現今被Megahex從葛葉紘汰的記憶數據之中創造出來，以機械複製人的姿態再度「復活」。
阪東清治郎（ばんどう・きよじろう）（弓削智久飾）
水果甜點店「Drupers」的店長。

### 《假面騎士Drive- Lupin帶來的挑戰書》
泊進之介（とまり・しんノすけ）（竹内涼真飾）
假面騎士Drive的變身者。
隸屬特狀課的青年刑警，專門調查與惡路程式有關的案件。
因佐魯克東每次犯案的現場之中，總會發生「重加速」的現象而需要介入追查事件，在與“佐魯克東条/假面騎士Lupin”的對決中因被奪走“假面騎士”的名號和腰帶先生一度系統損壞的緣故而陷入自責。
在釐清事件的前後因果與“Chase/死神”一同將“佐魯克東条/假面騎士Lupin”擊敗，也拿回了“假面騎士”的名號。
與葛葉紘汰/假面騎士鎧武藉由高司舞「起始之女」的力量與對方交換各自的能力將ZZZ Megahex擊敗事件結束後向葛葉紘汰道謝。
詩島霧子（しじま・きりこ）（內田理央飾）
與泊進之介同屬特狀課的女警，亦是假面騎士Drive的支援者。
佐魯克東条（ゾルーグ東条）（綾部祐二飾）
假面騎士Lupin的變身者，外號「Ultimate Lupin」的神秘怪盜。
現今本已年屆高齡，但從「Global Freeze」事件中得知假面騎士與惡路程式的存在後，為重拾年輕之勇而實行查找出藏於古堡內的Cyberoid ZZZ軀體。
將精神意識轉移至軀體後猶如得到重生，並為奪取「假面騎士」的名號而向泊進之介挑戰。
於《假面騎士Drive 祕密任務 type LUPIN ～Lupin、最後的挑戰書～》向進之介等人再度發起最後的挑戰書。
克里姆‧施丹伯特/腰帶先生（／Krim Steinbelt）（Chris Peppler飾）
開發假面騎士Drive系統的科學家。
因遭到惡路程式的殺害，生前的意識從而植入至Drive驅動器內，如今成為了被稱為「腰帶先生」的人工智能。
事件中向進之介坦誠Cyberoid ZZZ本是作為自身的意識載體，但因精神力不足導致無法使用而將之封存於古堡內，到了後期才改用腰帶的方式來做為自我意識的載具。
本願寺純（ほんがんじ・じゅん）（片岡鶴太郎飾）
特狀課的課長。
「Ultimate Lupin」事件的失態而受到高層的問責，甚至面臨解散的危機。
澤神鈴奈（ざわかみ・りんな）（吉井怜飾）
特狀課的客席電子物理研究學家，同是為假面騎士Drive作技術支援。
西城究（さいじょう・きゅう）（濱野謙太飾）
特狀課的客席網絡研究家，負責以網絡作情報搜集的工作。
追田現八郎（おった・げんはちろう）（井俣太良飾）
搜查一課外派至特狀課的協助人員，專為惡路程式案件作相關聯絡。
Heart（ハート）（蕨野友也飾）
惡路程式的幹部兼為領導者，真身為惡路程式002 / 心臟惡路程式。
因佐魯克東能夠使用惡路程式的力量而對其作出關注。
Brain（ブレン）（松島庄汰飾）
惡路程式的幹部之一，真身為惡路程式003 / 頭腦惡路程式。
Chase（チェイス）（上遠野太洸飾）
惡路程式的幹部之一，能夠變身成為別稱「死神」的魔進追跡者亦真身為惡路程式000。
因不能認同本是人類的佐魯克東条，卻挪用惡路程式的能力而視其為處決目標。
詩島剛（しじま・ごう）（稻葉友聲演）
假面騎士Mach的變身者。
幫助被魯邦擊敗的Drive驅動器注入回復系統。

### 《MOVIE大戰 Full Throttle》
驅紋戒斗（くもん・かいと）（小林豐飾）
假面騎士巴隆的變身者。
過去為爭奪黃金果實的資格，而與葛葉紘汰的最終決戰下陣亡。
現被ZZZ Megahex複製後再度出現於眾人面前，但因不屑Megahex的野心而轉向與假面騎士鎧武等人共同聯手。

## 本作限定登場假面騎士/形態

### 假面騎士杜古
變身者：戰極凌馬（替身演員：富永研司、CV：青木玄德）
| 型態名稱                        | 簡介 | 外觀                     | 能力                                                                    |
| Dragon Energy Arms 龍果能量鎧甲 | 原文： 利用「Dragon Fruits」能量定鎖種子變身的形態 身高：206cm 體重：119kg 拳擊力：15.7t 踢擊力：19.5t 跳躍力：22m 行動速度：100m/6.4秒 | 全身以橙紅色和淺藍色為主 | 战斗力比Lemon Energy Arms更为提升，擁有化成红色烟雾姿态的高速移动能力。 |

#### 專屬武裝
- 音速弩弓

原文：ソニックアロー / Sonic Arrow
有關另見：假面騎士鎧武#輔助裝備

#### 必殺技
- 音速箭击

原文： / Sonic Volley
Dragon Energy Arms形态时音速弩弓装上「Dragon Fruits」能量定锁种子使出。锁定主要目标向其送上致命的矢击。

#### 必殺技（非官方命名）
- Arc Chop（弧線斬）

Dragon Energy Arms形態推下創世紀驅動器手環裝置「Shiboru Compressor」一次後使出。以音速弩弓釋出力量再作斬擊。

#### 本作登場定鎖種子（Lock Seed）
| 英文名稱      | 日文名稱 | 中文名稱 | 編號 | 類別             | 能力             | 備註 |
| ------------- | -------- | -------- | ---- | ---------------- | ---------------- | --- |
| Dragon Fruits |          | 龙果     | ELS- | 鎧甲（能量系列） | 附带武器音速弩弓 | 變身形態Dragon Energy Arms。 音效為「Dragon Energy Arms！」（「ドラゴンエナジーアームズ！」）。 於《鎧武外傳 假面騎士巴隆》中由假面騎士泰勒度使用變身。 |

### 假面騎士Lupin
變身者：佐魯克東条（替身演員：渡邊淳、CV：綾部祐二）
原文： / Kamen Rider Lupin
| 型態名稱 | 簡介 | 外觀                       | 能力 |
| 通常型態 | 利用鲁邦槍手變身的戰鬥形態 身高：203cm 體重：131kg 拳擊力：9.2t 踢擊力：13.1t 跳躍力：22m 行動速度：100m/6.2秒 | 全身以红色、黑色和金色为主 | 以魔进追跡者作為藍本，使用鲁邦枪手变身的姿態。 能夠制造菲林形相的力場对敌人进行拘束，或将恶路程式的核心吸收後，再將其重新朔造復活並作為手下般使喚。 |

#### 專屬武裝
- 魯邦槍手

原文： / Lupin Gunner
根据窃取魔进追跡者專用的破坏枪手的数据为基础所创造，拥有相比之更华丽的装饰。
使用方法基本与破坏枪手一样，除了拥有的「手槍模式」和「破坏模式」外，不同的是可以使用「Lupin Blade」病毒核心裝接成「短剑模式」。
插上病毒核心及按下槍口發動必殺技時，发出音效則是「Ultimate！Lupin Rush！」。

#### 本作登場病毒核心（Viral Core）
| 英文名稱    | 日文名稱 | 中文名稱 | 能力                           | 備註                                               |
| ----------- | -------- | -------- | ------------------------------ | -------------------------------------------------- |
| Lupin Blade |          | 魯邦短劍 | 魯邦槍手轉換成「短剑模式」之用 | 与一般的病毒核心的动物设计不同，后部为刀刃的形状。 |

#### 必殺技
- Ultimate Lupin Slash

原文：
鲁邦枪手「短剑模式」狀態按下枪口後發動，以宝石般闪耀的斩裂攻擊。

### 假面騎士鎧武
變身者：葛葉紘汰（替身演員：永德、CV：佐野岳）
| 型態名稱             | 簡介 | 外觀                                  | 能力                                        |
| Drive Arms Drive鎧甲 | 原文： 利用「Drive」定鎖種子變身的形態 身高：203cm 體重：102kg 拳擊力：14.6t 踢擊力：18.1t 跳躍力：30m 行動速度：100m/5.2秒 | 铠甲混入假面骑士Drive的部分颜色及造型 | 擁有假面騎士Drive能力的形態，附带方向盤剑。 |

#### 專屬武裝
- 方向盤劍

原文： / Handle Ken
有關另見：假面騎士Drive#輔助工具

#### 本作登場定鎖種子（Lock Seed）
| 英文名稱 | 日文名稱 | 中文名稱 | 編號 | 類別                 | 能力                                              | 備註 |
| -------- | -------- | -------- | ---- | -------------------- | ------------------------------------------------- | --- |
| Drive    |          | Drive    | -    | 鎧甲（傳奇騎士系列） | 具有假面騎士Drive戰鬥能力的形態，附帶武器方向盤劍 | 變身形態Drive Arms。 音效為「Drive Arms！Hitoopashiri・Iza・Together！」（「ドライブアームズ！ひとっぱしり・いざ・トゥギャザー！」） 中文意思為「Drive鎧甲！一起走一圈吧！」 |

### 假面騎士Drive
變身者：泊進之介（替身演員：高岩成二、CV：竹內涼真）
| 型態名稱             | 簡介 | 外觀                                                                         | 能力                                               |
| type Fruits 水果型號 | 原文： 利用「Shift Fruits」移速戰車變身的形態 身高：202cm 體重：111kg 拳擊力：15.3t 踢擊力：17.4t 跳躍力：30m 行動速度：100m/5.4秒 | 全身以橙色、黑色及蓝色为主，轮胎部位斜向设置于胸部，頭部增添斗笠形的裝甲配件 | 擁有假面騎士鎧武能力的形態，附带无双军刀和大橙丸。 |

#### 專屬武裝
- 無雙軍刀

原文： / Musou Saber
有關另見：假面騎士鎧武#輔助工具
- 大橙丸

原文： / Daidaimaru
有關另見：假面騎士鎧武#假面騎士鎧武

#### 本作登場移速戰車（Shift Car）
| 英文名稱     | 日文名稱 | 中文名稱 | 使用類別 | 汽車類型 | 能力                                                     | 備註 |
| ------------ | -------- | -------- | -------- | -------- | -------------------------------------------------------- | --- |
| Shift Fruits |          | 移速水果 | 形態變身 | 跑車     | 具有假面騎士鎧武戰鬥能力的形態，附帶武器無雙軍刀和大橙丸 | 變身形態type Fruits 變身程序音效方面則具添加字詞，總合後成為「Drive！type Fruits！On Stage！」 賽特朗使用後會變化成懸浮飛行的模式，並可於宇宙空間內馳騁 |

## 本作登場怪人
- Megahex（替身演員：岡田和也、CV：三木真一郎）

原文：
過去曾是經歷過海姆冥界森林侵蝕的種族，因將整個行星一體機械化而超越了滅絕的厄運。
以行星作為主要本體中樞，另再生產人型機械分身，向宇宙的其他星體進行侵略並企圖將之機械化。
手部可化成利刃或發射能量光線，能夠讀取目標的記憶從而收集數據，從中選擇有關怪人或戰士的數據再將其實體化後成為士兵。
- ZZZ Megahex

原文：
吸收Cyberoid ZZZ的軀體後獲得進化的形態。
綜合戰鬥力方面有飛躍性的提升，及獲得極速治癒的能力。
同時與惡路程式一樣，擁有在軀體消滅後仍以核心狀態存活的特性。
- Z Megabat

原文：
由大量的ZZZ Megahex融合而成的形態。
造形酷似惡路程式（蝙蝠型）的巨大化形態，可進行高速的噴射飛行，口部及身體前方能夠連續發射能量彈攻擊。
- 惡路程式 Roidmude（ロイミュード）

- Cyberoid ZZZ（替身演員：渡邊淳、CV：綾部祐二）

原文：
由克里姆‧施丹伯特製造，沒有核心自行驅動的強化型惡路程式。
性能上同樣可發動「重加速」現象；手部能發射能量彈；戰鬥力方面能夠與進化態惡路程式匹敵。
生前克里姆製造目的是為了能將自身意識轉移在內，另一論說即是作為靈魂的載具般使用。但因為精神力不足以將之起動的關係，唯有把軀體封存於古堡的石棺內，後期才改為以Drive驅動器作自我意識的載具。
直至佐魯克東為求獲得力量，經過查探後找出古堡的所在，將意識植入軀體並且成功驅動後納為己用。
在該惡路程式軀體被泊進之介/假面騎士Drive擊敗後，由Megahex吸收了該軀體進化成了“ZZZ Megahex”。
- 心臟惡路程式（ハートロイミュード）
- 頭腦惡路程式（ブレンロイミュード）
- 魔進追跡者（魔進チェイサー）
- 眼鏡蛇型惡路程式（コブラ型ロイミュード）
- 蜘蛛型惡路程式（スパイダー型ロイミュード）
- 蝙蝠型惡路程式（バット型ロイミュード）

- 異域者 Inves（インベス）

- 初級異域者（初級インベス）

- 黑影衞兵（黒影トルーパー）

Megahex根据葛葉紘汰的记忆所创造出来的复制品。

## 樂曲

### 主題曲
「sing my song for you～サヨナラの向こう側まで～」
- 演唱：Mitsuru Matsuoka EARNEST DRIVE（日语：松岡充） with TEAM Drive and 鎧武（CV：佐野岳、竹内涼真、小林豊、志田友美、内田理央、上遠野太洸、蕨野友也、松島庄汰）
- 作詞／作曲：松岡充（日语：松岡充）

### 插曲
「JUST LIVE MORE」
- 演唱：鎧武乃風
- 作詞：藤林聖子
- 作曲／編曲：鳴瀨シュウヘイ（日语：鳴瀬シュウヘイ）

「SURPRISE-DRIVE」
- 演唱：Mitsuru Matsuoka EARNEST DRIVE
- 作詞：藤林聖子
- 作曲／編曲：tatsuo（日语：tatsuo）

## 其他相關放映

### 外傳
- 《假面騎士Drive 秘密任務 type ZERO 第0話 倒計時to Global Freeze》


電影上映當日以特典DVD形式限量首100萬名派發。
故事以劇集前傳形式，講述「Global Freeze」發生前主要角色的事發遭遇，及神秘的戰士 － 假面騎士Protodrive的誕生。

#### 登場角色
- 泊進之介 - 竹内涼真 飾
- 詩島霧子 - 內田理央 飾
- 早瀨明 - 瀧口幸廣 飾
- 西堀光也 / 惡路程式005 - 野間口徹（日语：野間口徹） 飾/聲
- 女主播 - 田野アサミ 飾

#### 聲音演出
- 假面騎士Protodrive - 上遠野太洸
- 惡路程式 - 蕨野友也、松島庄汰

#### 製作人員
- 劇本 - 長谷川圭一
- 特攝導演 - 佛田洋（日语：佛田洋）（特撮研究所）
- 攝影 - 松村文雄
- 助理編導 - 山口恭平
- 動作指導 - 石垣廣文（日语：石垣広文）（JAE）
- 導演 - 鈴村展弘（日语：鈴村展弘）

### 超戰鬥DVD
- 《假面騎士Drive 秘密任務 type LUPIN ～Lupin、最後的挑戰書～》


月刊雜誌《てれびくん》2015年11月號認募換購的特別篇DVD。

### 映像商品化
- 《假面騎士×假面騎士 Drive & 鎧武 MOVIE大戰 Full Throttle》通常版Blu-ray及DVD（2015年5月13日發行）
  - 電影本編
  - 映像特典
    - 特報・電影預告編

- 《假面騎士×假面騎士 Drive & 鎧武 MOVIE大戰 Full Throttle》珍藏版Blu-ray及DVD（2015年5月13日發行）
  - 電影本編
  - 映像特典
    - 製作特輯
    - 上映舞台見面會
    - 首映舞台見面會
    - 電視廣告集

  - 資料檔案
  - 海報畫册
  - 初回限定特典
    - 特製封包裝

## 演員
假面騎士鎧武
- 葛葉紘汰 / 假面騎士鎧武 - 佐野岳 飾/聲
- 吳島光實 / 假面騎士龍玄 - 高杉真宙 飾/聲
- 吳島貴虎 / 假面騎士斬月 / 假面騎士斬月．真 - 久保田悠來 飾/聲
- 高司舞 - 志田友美 飾
- Zack - 松田岳（日语：松田岳 (俳優)） 飾
- 城乃内秀保 - 松田凌 飾
- 凰蓮‧皮埃爾・阿方索 - 吉田メタル 飾
- 戰極凌馬 / 假面騎士杜古 - 青木玄德（日语：青木玄徳） 飾/聲
- 阪東清治郎 - 弓削智久 飾

假面騎士Drive
- 泊進之介 / 假面騎士Drive - 竹內涼真 飾/聲
- 詩島霧子 - 內田理央 飾
- 佐魯克東 / 假面騎士Lupin / Cyberoid ZZZ - 綾部祐二 飾/聲
- Heart / 心臟惡路程式 - 蕨野友也 飾/聲
- Brain / 頭腦惡路程式 - 松島庄汰 飾/聲
- Chase / 魔進追跡者 - 上遠野太洸 飾/聲
- 本願寺純 - 片岡鶴太郎 飾
- 澤神鈴奈 - 吉井怜 飾
- 西城究 - 濱野謙太 飾
- 追田現八郎 - 井俣太良 飾
- 克里姆‧施丹伯特 / 腰帶先生（Drive驅動器） - Chris Peppler（日语：クリス・ペプラー） 飾/聲

MOVIE大戰 Full Throttle
- 驅紋戒斗 / 假面騎士巴隆 - 小林豐 飾/聲

## 聲音演出
- Megahex / ZZZ Megahex - 三木真一郎
- 假面騎士Mach（詩島剛） - 稻葉友
- 定鎖種子音聲 - 平床政治（日语：Hermann H.&The Pacemakers#メンバー）

## 皮套演出
- 假面騎士Drive - 高岩成二
- 假面騎士Mach、假面騎士Lupin、假面騎士斬月、假面騎士斬月．真 - 渡邊淳（日语：渡辺淳 (俳優)）
- 假面騎士鎧武、假面騎士巴隆 - 永德
- 假面騎士龍玄、頭腦惡路程式 - 佐藤太輔（日语：佐藤太輔）
- 假面騎士杜古 - 富永研司
- 魔進追跡者 - 今井靖彦（日语：今井靖彦）
- 心臟惡路程式 - 藤田洋平（日语：藤田洋平 (俳優)）
- Megahex - 岡田和也（日语：岡田和也 (俳優)）
- 喜多川2tom
- 渡邊實（日语：渡辺実）
- 金田進一
- 田中宏幸
- 高田將司（日语：高田将司）
- 蔦宗正人
- 藤田慧（日语：藤田慧）
- 内川仁朗
- 神前元（日语：神前元）
- 中田裕士
- 松本竜一
- 井口尚哉
- 伊藤茂騎
- 五味涼子（日语：五味涼子）
- 寒川祥吾
- 隈本秋生
- 今井結香子
- 藤木かおる
- 塚田知紀
- 山本裕一
- 松岡千尋
- 東慶介
- 御前伸幸
- 浦家賢士
- 金子起也（日语：金子起也）
- 松本直也
- 關谷健利
- 上平田結花
- 前川猛論
- 岩上弘數（日语：岩上弘数）
- 北島一寿
- 小久江友子
- 高嵜百花
- 内田大地
- 五十嵐勝平
- 中澤まさとも

## 製作人員
- 原作 - 石之森章太郎
- 製作 - 鈴木武幸（日语：鈴木武幸）（東映）、平城隆司（日语：平城隆司）（tv asahi）、間宮登良松（TOEI VIDEO（日语：東映ビデオ））、和田修治（ADK）、木下直哉（日语：木下直哉）（木下組）、垰義孝（萬代）
- 企劃 - 白倉伸一郎（日语：白倉伸一郎）（東映）、林雄一郎（tv asahi）、加藤和夫（TOEI VIDEO）、波多野淳一（ADK）、嘉手苅理沙（木下組）、小野口征（萬代）
- 劇本 - 三條陸（假面騎士Drive、MOVIE大戰 Full Throttle）、鋼屋ジン（日语：鋼屋ジン）（Nitro+）（假面騎士鎧武）
- 配樂 - 鳴瀨シュウヘイ（日语：鳴瀬シュウヘイ）、中川幸太郎、山下康介
- 攝影 - 宮本亘
- 照明 - 斗澤秀
- 美術 - 大嶋修一（日语：大嶋修一）
- 錄音 - 堀江二郎
- 編集 - 長田直樹
- 整音 - 曾我薫
- 助理編導 - 塩川純平、茶谷和行
- 編劇 - たかいわれいこ
- 製作擔當 - 板垣隆弘
- 製作統籌 - 道木廣志（日语：道木広志）
- 導演助手 - 荒川史絵、石井千晶
- 生物設計 - 竹谷隆之（日语：竹谷隆之）、Niθ（日语：Niθ）
- 人物設計 - 田嶋秀樹（石森プロ）、小林大佑、田中宗二郎（PLEX）
- 製作人候補 - 井元隆佑、小髙史織（東映）
- 製作統籌候補 - 下前明弘
- 制作事務部 - 武中康裕、宮地みどり
- 製作生產 - TOEI TV Production
- 監製 - 小野寺章（石森プロ）
- 執行製作人 - 佐佐木基（日语：佐々木基）（tv asahi）
- 製作人 - 大森敬仁（日语：大森敬仁）、望月卓（東映）、菅野亞由美（tv asahi）
- 特攝導演 - 佛田洋（日语：佛田洋）（特攝研究所）
- 動作指導 - 石垣廣文（日语：石垣広文）（JAE）
- 動作指導後補 - 小倉敏博（日语：おぐらとしひろ）（JAE）
- 發行 - 東映
- 製作單位 - 「Drive & 鎧武」製作委員會（tv asahi、東映、ADK、木下組（日语：木下工務店）、萬代）
- 導演 - 柴崎貴行（日语：柴﨑貴行）

## 附註
1. ↑  夏季劇場版由《假面騎士W》與《假面騎士OOO》起；直至《假面騎士Wizard》與《假面騎士鎧武》則在TV本篇第52－53話
2. ↑  .   [2014-10-23]. （原始内容存档于2017-02-22）.
3. ↑  即《假面騎士鎧武》中的「戰極凌馬/假面騎士杜古」及「驅紋戒斗/假面騎士巴隆」
4. ↑  即《假面騎士鎧武》中的「假面騎士斬月 / 假面騎士斬月・真/吳島貴虎」
5. ↑   即前作的《假面騎士鎧武》使用Drive定鎖種子和本作的《假面騎士Drive》使用移速水果戰車切換各自的專屬型態進行使用
6. ↑  該外傳的時間點位於本作的一年後。

## 外部連結
- 官方網站（页面存档备份，存于）